# Stigeoclonium
Genre
Stigeoclonium est un genre d’algues vertes de la famille des Chaetophoraceae.

## Liste d'espèces
Selon AlgaeBase (12 juin 2013) :
- Stigeoclonium aestivale (Hazen) F.S.Collins
- Stigeoclonium amoenum Kützing
- Stigeoclonium askenasyi Schmidle
- Stigeoclonium attenuatum (Hazen) F.S.Collins
- Stigeoclonium australense K.Möbius
- Stigeoclonium biasolettianum (Kützing) Kützing
- Stigeoclonium carolinianum Islam
- Stigeoclonium elongatum (Hassall) Kützing
- Stigeoclonium falklandicum (Kützing) Kützing (Sans vérification)
- Stigeoclonium farctum Berthold
- Stigeoclonium fasciculare Kützing
- Stigeoclonium flagelliferum Kützing
- Stigeoclonium helveticum Vischer
- Stigeoclonium islamii Sarma
- Stigeoclonium longipilum Kützing
- Stigeoclonium lubricum (Dillwyn) Kützing
- Stigeoclonium nanum (Dillwyn) Kützing
- Stigeoclonium nudiusculum (Kützing) Kützing
- Stigeoclonium ovisporum Y.X.Wei
- Stigeoclonium pachydermum Prescott
- Stigeoclonium polymorphum (Franke) Heering
- Stigeoclonium prostratum F.E.Fritsch
- Stigeoclonium protensum (Dillwyn) Kützing
- Stigeoclonium pusillum (Lyngbye) Kützing
- Stigeoclonium segarae A.K.Islam
- Stigeoclonium setigerum Kützing
- Stigeoclonium simplex Kützing
- Stigeoclonium stagnatile (Hazen) F.S.Collins
- Stigeoclonium subsecundum (Kützing) Kützing
- Stigeoclonium subuligerum Kützing
- Stigeoclonium tenue (C.Agardh) Kützing (espèce type)
- Stigeoclonium thermale A.Braun
- Stigeoclonium tibeticum Y.-X.Wei & H.J.Hu
- Stigeoclonium uniforme (C.Agardh) Rabenhorst
- Stigeoclonium variabile Nägeli

Selon ITIS (12 juin 2013) :
- Stigeoclonium aestivale (Hazen) Collins Em Cox & Bold
- Stigeoclonium amoenum
- Stigeoclonium attenatum (Meyer) Collins
- Stigeoclonium carolinianum
- Stigeoclonium elongatum (Hass.) Kuetzing
- Stigeoclonium farctum Berthold
- Stigeoclonium fascicularis Kuetzing
- Stigeoclonium flagelliferum Kuetzing
- Stigeoclonium glomerata
- Stigeoclonium gracile (W. & G. S. West) Toffany
- Stigeoclonium lubricum (Dillw.) Kuetzing
- Stigeoclonium nanum Kuetzing
- Stigeoclonium nelsonii Prescott
- Stigeoclonium pachydermum
- Stigeoclonium polymorphum (Franke) Heering
- Stigeoclonium stagnatile (Hazen) Collins
- Stigeoclonium subsecundum (Kuetzing) Kuetzing
- Stigeoclonium subsecuvelum Kuetzing
- Stigeoclonium tenue (C. Agardh) Kuetzing

Selon World Register of Marine Species (12 juin 2013) :
- Stigeoclonium amoenum Kützing, 1845
- Stigeoclonium elongatum (Hassall) Kützing, 1849
- Stigeoclonium lubricum (Dillwyn) Kützing, 1845
- Stigeoclonium tenue (C.Agardh) Kützing, 1843